# Arsenal de Sarandí
Arsenal Fútbol Club, vanligen kallad Arsenal de Sarandí eller bara Arsenal, är en argentinsk fotbollsklubb från staden Avellaneda. Klubben bildades i januari 1957 och namnet togs efter inspiration från den engelska klubben Arsenal FC. 2002 nådde man för första gången den argentinska toppdivisionen.
Mauro Ivan Óbolo och Lucas Valdemarín kom till det svenska fotbollslaget AIK ifrån Arsenal de Sarandí.